# Omero Tognon
Omero Tognon (Padova, 1924. március 3. – Pordenone, 1990. augusztus 23.) olasz labdarúgó-fedezet, edző. 